# Oostelijke struiksprinkhaan
De oostelijke struiksprinkhaan (Leptophyes albovittata) is een rechtvleugelig insect uit de familie sabelsprinkhanen (Tettigoniidae), onderfamilie Phaneropterinae.

## Kenmerken
Mannetjes bereiken een lengte van 9 tot 11 millimeter, de vrouwtjes zijn 10 tot 16 mm lang. De lichaamskleur is groen met vele donkere tot zwarte spikkeltjes. Langs de flanken van de volwassen exemplaren is een lichtere witte streep aanwezig. De legboor is zeer kort en sterk omhoog gekromd, de witte streep komt terug aan de onderzijde
Het geluid bestaat uit zachte, korte tikjes die voor de mens niet hoorbaar zijn omdat ze in het ultrasone spectrum liggen.
De vleugels zijn kort, bij de mannetjes zijn ze iets korter dan het halsschild, bij het vrouwtje zijn ze nauwelijks zichtbaar.

### Onderscheid met andere soorten
De soort is te verwarren met de zaagsprinkhaan die echter groter wordt, en met de gelijkende struiksprinkhaan, die de witte flankstrepen mist. Bij deze laatste soort zijn alleen de randen van het halsschild wit.

## Verspreiding en habitat
De oostelijke struiksprinkhaan komt niet voor in Nederland en België, wel in Duitsland en Oost-Europa. De westelijkste grens lig ongeveer bij Beieren tot Würzburg. De habitat bestaat uit bosranden, heggen, graslanden en andere plaatsen met een hogere kruidenbegroeiing.

## Levenswijze
De struiksprinkhaan is actief gedurende de maanden juli tot oktober, en laat zich vooral horen tussen drie uur in de middag tot elf uur 's avonds. De dieren overwinteren als ei, de eieren worden stuk voor stuk onder boomschors afgezet.